# 大母堨
大母堨是一座古代水利工程，位于安徽黄山市歙县郑村镇棠樾村西北与槐塘之间，在景区以外。大母堨建于元明之际，明永乐十八年（1420年）由棠樾村鲍伯源、鲍以仁等重建，保存完好。
2012年6月，大母堨公布为第八批安徽省文物保护单位。